# ORM
 For alternative betydninger, se ORM (flertydig). (Se også artikler, som begynder med ORM)
En ORM eller object-relational mapping er en programmeringsteknik til at konvertere data mellem objekter i et programmeringssprog og tabeller i en relationel database. En ORM gør det muligt at skrive sin programmeringslogik med objekter frem for i SQL. Det foregår typisk ved at en tabel i en database afbildes til en liste af objekter, en række i en tabel afbildes til et objekt, og et felt i en række afbildes til en attribut i et objekt.
Eksempler på ORM'er er Hibernate til Java og Entity Framework til .NET.
| Software | Spire Denne artikel om software og programmering er en spire som bør udbygges. Du er velkommen til at hjælpe Wikipedia ved at udvide den. |